# Морар де Галл, Жюстен Бонавентюр
Граф Жюстен Бонавентюр Морар де Галл (фр. Justin Bonaventure Morard de Galles; 1741—1809) — французский адмирал и сенатор.

## Биография
Жюстен Бонавентюр Морар де Галл родился 30 марта 1741 года во французском городке Гонселен.

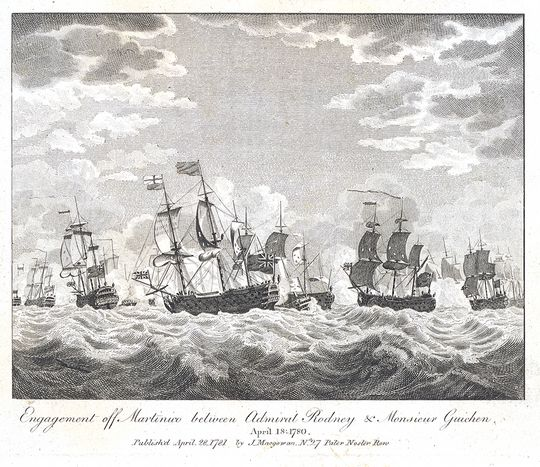
Бой при Мартинике (1780)

В шестнадцатилетнем возрасте Морар де Галл поступил в военно-морской флот Франции волонтером. В 1765 году он был произведён за отличия в офицеры и участвовал в походах против пиратов в Средиземное море и в экспедициях в Вест-Индию.
27 июля 1778 года, в ходе войны за независимость США, он в чине лейтенанта принял участие в сражении у острова Уэссан, а также в боях эскадры графа де Гишена (фр. Luc Urbain du Bouëxic de Guichen; 1712—1790) с британским адмиралом Джорджем Бриджесом Родни в водах Антильских островов (см. Бой при Мартинике).
В 1781 году за смекалку и отвагу, показанные в сражении у Порто-Прая, Морар де Галл был произведён командованием в капитаны второго ранга.
Во время Великой французской революции, он не эмигрировал из страны, как поступило большинство дворян-офицеров французского флота, а присягнул Первой республике.

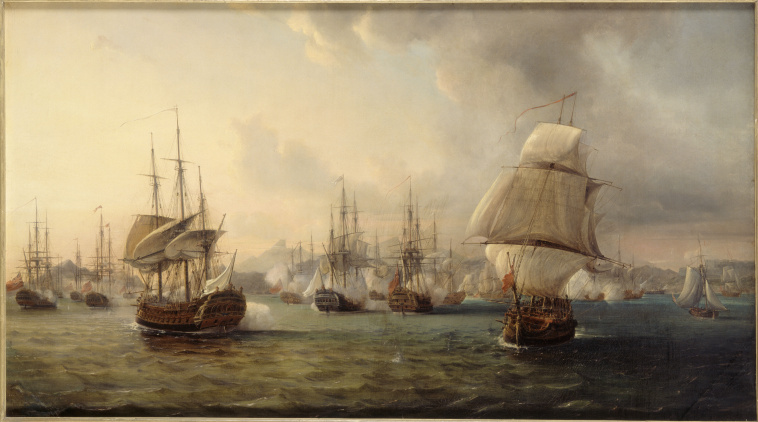
Сражение у Порто-Прая

В 1792 году за усердную службу Морар де Галл был произведён в контр-адмиралы, а ещё через четыре года получил адмиральские погоны.
Затем он был назначен старшим флагманом одной из морских дивизий, направленных конвоировать французскую экспедицию в Ирландию, которая закончилась неудачей.
После переворота 18 брюмера Морар де Галл был назначен членом сената (1799), где был одним из его секретарей вплоть до 1803 года.
В 1804 году благоволивший к нему Наполеон назначил Морара де Галла сенатором от Лиможа и пожаловал ему титул графа.
Граф Жюстен Бонавентюр Морар де Галл умер 23 июля 1809 года в Гере, население которого позднее воздвигло ему монумент.
За свою службу он принял участие 37-ми кампаниях, участвовал в 11-ти сражениях и восемь раз был ранен.